# Karner Egyed
Karner Egyed (Győr, 1662. – Pannonhalma, 1708. április 3.) bencés szerzetes, költő, pedagógus, pannonhalmi főapát.

## Élete
Jómódú bognár családban született. Gimnáziumi tanulmányait Győrben végezte, majd 17 évesen a bencés rendbe lépett, ahol 1680-ban tett fogadalmat. Három évig Nagyszombatban tanulta a bölcseletet, majd a török elleni háború alatt Salzburgban folytatta tanulmányait. Pappá szentelése után öt évig volt hitszónok Pannonhalmán, majd 1691-től jószágkormányzóként működött Győrben, de rendi volt pénztáros és levéltáros is. 1696-tól modori házfőnök és címzetes dömölki apát lett. 1699. november 11-én avatta főapáttá Kollonich Lipót esztergomi érsek.